# Христианство в Армении
Христианство в Армении — крупнейшая религия в стране.
По данным исследовательского центра Pew Research Center в 2010 году в Армении проживало 3,04 млн христиан, которые составляли 98,5 % населения этой страны. Энциклопедия «Религии мира» Дж. Г. Мелтона оценивает долю христиан в 2010 году в 85,4 % (2,55 млн верующих).
В 2000 году в Армении действовало 797 христианских церквей и мест богослужения, принадлежащих 20 различным христианским деноминациям.

## Древневосточные церкви в Армении
Крупнейший христианской церковью в стране является Армянская апостольская церковь.

## Региональная специфика
Армения является единственной преимущественно христианской страной большая часть границ которой отделяют ее от стран с преимущественно мусульманским населением.